# Државни историјски музеј
Државни историјски музеј (рус. Государственный исторический музей) је музеј руске историје смештен између Црвеног и Мањежног трга у Москви. Изложбе музеја се крећу од реликвија праисторијских племена која су живела на територији данашње Русије, до непроцењивих уметничких дела која су стекли припадници династије Романов. Укупан број предмета у музејској збирци броји се у милионима.

## Историја
Место на коме се сада налази музеј некада је заузимала главна продавница лекова, саграђена по налогу Петра Великог у московском барокном стилу. У неколико соба у тој згради налазиле су се краљевске колекције старина. Друге просторије заузимао је московски државни универзитет Ломоносов, који је основао Михаил Ломоносов 1755.
Музеј су 1872. године основали Иван Забелин, Алексеј Уваров и неколико других словенофила заинтересованих за промоцију руске историје и националне самосвести. Одбор повереника, састављен од Сергеја Соловјова, Василија Кључевског, Уварова и других водећих историчара, председавао је изградњом зграде музеја. После продуженог такмичења, пројекат је предат Владимиру Осиповичу Шервуду 1833—97.
Садашња грађевина изграђена је на основу Шерводовог новоруског дизајна између 1875. и 1881. године. Првих једанаест изложбених сала је званично отворено 1883. током посете цара и његове супруге. Потом је 1894. цар Александар III Александрович постао почасни председник музеја, а следеће године је преименован у царски руски историјски музеј цара Александар III. Његове ентеријере су украшавали у стилу руског национализма уметници као што су Виктор Васњецов, Хенрик Сјемирацки и Иван Ајвазовски. Током совјетског периода, фреске су проглашене гиздавим и малтерисане су. Музеј је прошао кроз мукотрпну рестаурацију свог првобитног изгледа између 1986. и 1997.
Значајни предмети укључују ископане са обала реке Волге, златне артефакте Скита, свитке брезове коре Великог Новгорода, рукописе из шестог века, руску народну керамику и дрвене предмете. Само музејска колекција новчића укључује 1.7 милиона кованица, што га чини највећим у Русији. Године 1996. број свих ставки у музејској збирци достигао је 4.373.757.
Огранак музеја је смештен у одајама Романова Зариаде и Московском кремљу. Године 1934. музеј женске еманципације у Новодевичном манастиру је постао део државног историјског музеја. Неке цркве и друге манастирске грађевине и даље су повезане са историјским музејом. Огранак отворен 2012. године је Музеј отаџбинског рата 1812.